# پایلاک میکائلیان
پایلاک میکائلیان (ارمنی: Փայլակ Միքայելյան؛  زادهٔ ۹ ژانویهٔ ۱۹۰۴ - درگذشته ۳۱ مهٔ ۱۹۳۶) نویسنده و شاعر اهل ارمنستان بود.

## زندگی‌نامه
وی در ۹ ژانویهٔ ۱۹۰۴ در ارزنجان به دنیا آمد . وی در یرگونک، هاراج، مِنک و آناهیت فعالیت کرده است.  وی در ۳۱ مهٔ ۱۹۳۶ در سن ۳۲ سالگی در اثر ابتلا به بیماری سل در گرس درگذشت.